# Gyula Andrássy starší
Gyula Károly hrabě Andrássy de Csikszentkirály et Krasznahorka (německy Julius Karl Graf Andrássy von Csikszentkirály und Krasznahorka; 3. března 1823 Vlachovo, Uhersko (v současnosti Slovensko) – 18. února 1890 Volosko (Opatija), Chorvatsko) byl uherský šlechtic, rakousko-uherský diplomat, státník a generál. Patřil k významným osobnostem maďarského nacionalismu 19. století, po účasti v maďarské revoluci (1848–1849) žil několik let v exilu v Anglii a Francii. Po udělení císařské milosti se vrátil do Uher a jako jeden z hlavních aktérů rakousko-uherského vyrovnání se stal prvním ministerským předsedou Uherského království (1867–1871). V letech 1871–1879 byl rakousko-uherským ministrem zahraničí.

## Životopis
Pocházel z uherského šlechtického rodu Andrássyů, patřil k větvi označované jako betliarská. Narodil se jako druhorozený syn hraběte Karla Andrássyho (1792–1845) a jeho manželky, bohaté dědičky hraběnky Etelky (Marie Adelheid) Szápáryové (1798–1876). Studoval na gymnáziu v Sátoraljaújhely, poté pokračoval ve studiu práv na univerzitě v Pešti. V letech 1844–1845 absolvoval kavalírskou cestu po Evropě, navštívil Švýcarsko, Francii, Itálii, Velkou Británii a Rusko. Na cestách navázal řadu prospěšných kontaktů, proslul také svým vystupováním ve společnosti a jezdeckým uměním.

### Maďarská revoluce a exil

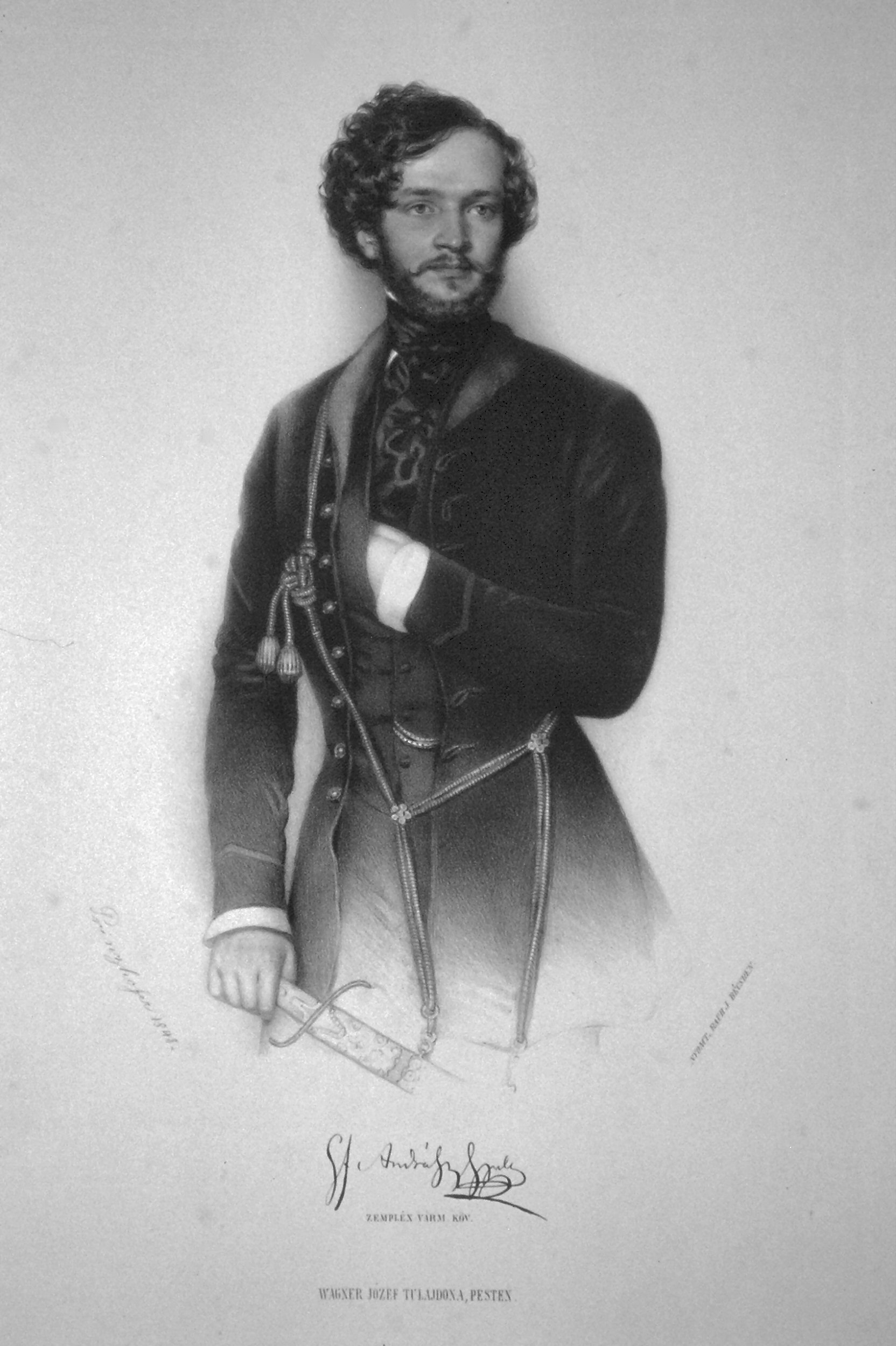
Hrabě Gyula Andrássy (1848, litografie)

Po otcově úmrtí (1845) se vrátil do Uher a aktivně se zapojil do politického a společenského života. Od roku 1847 poslancem uherského zemského sněmu za Zemplínskou župu, kde rodina vlastnila statky. Na sněmu se připojil k radikální opozici soustředěné kolem Lajose Kossutha a přes své mládí brzy patřil k předním osobnostem uherské politiky, vynikal jako řečník. V letech 1848-1849 patřil k předním účastníkům maďarské revoluce a na sněmu hlasoval pro nezávislost Uher a sesazení Habsburků z uherského trůnu. Jako důstojník jezdectva vedl zemplínskou domobranu v bojích proti rakouské armádě. Byl iniciátorem návrhu spojenectví s Osmanskou říší a jako vyslanec uherské revoluční vlády odjel do Istanbulu, tureckou podporu se mu ale nepodařilo získat. Mezitím Rakousko s ruskou pomocí porazilo maďarskou revoluci a Andrássy odjel do Paříže. Na předvolání před vojenský soud do Pešti nereagoval a odcestoval do Londýna. V Pešti byl v nepřítomnosti odsouzen k trestu smrti. Později se vrátil do Paříže, kde se snažil vyjednat podporu pro maďarské záležitosti u císaře Napoleona III., ale opět neúspěšně. Nakonec byl vlivem své matky a manželky v roce 1857 omilostněn a mohl se vrátit do Uher.

### Uherský ministerský předseda a rakousko-uherský ministr zahraničí

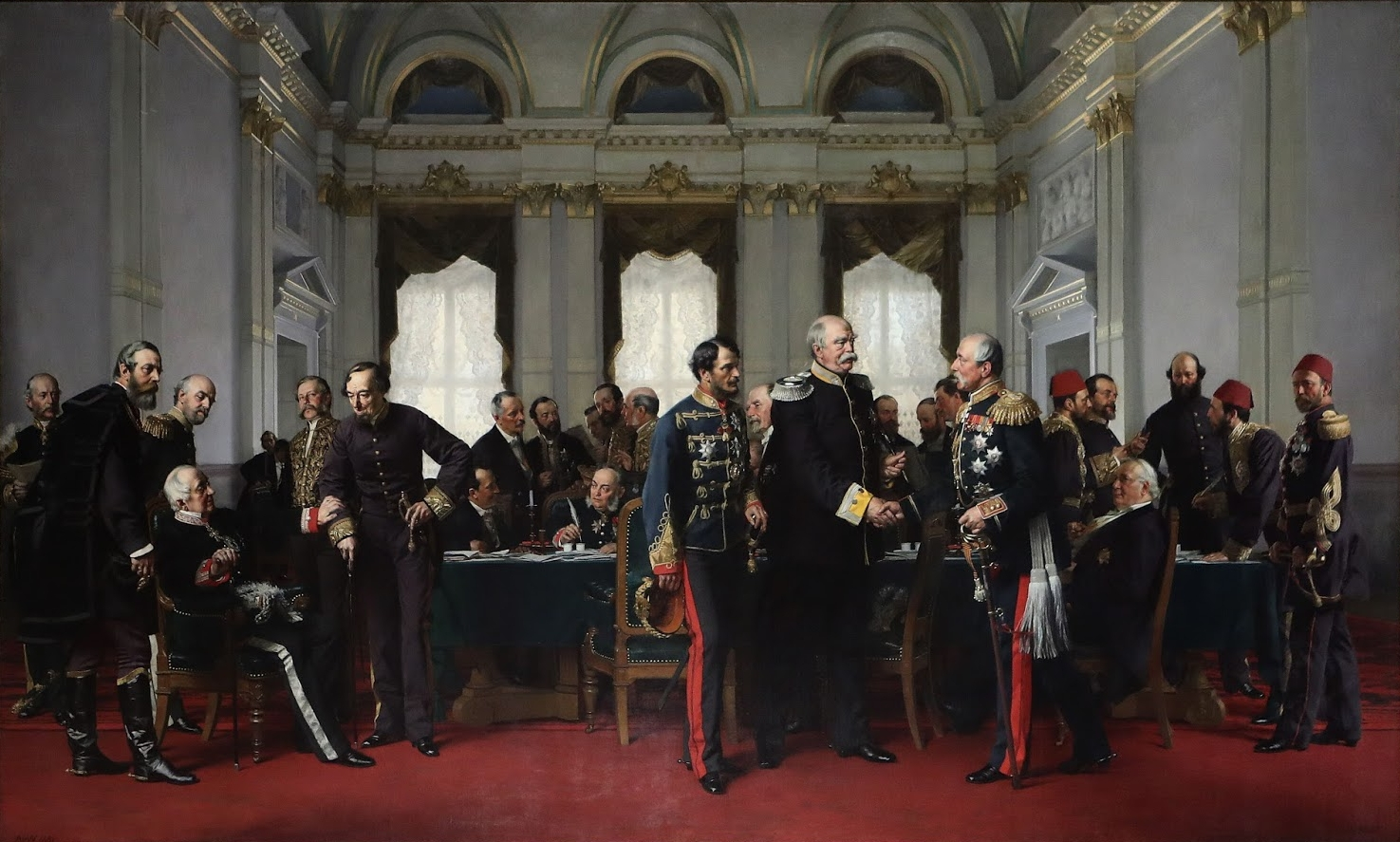
Berlínský kongres (hrabě Andrássy uprostřed v modré uniformě vedle německého kancléře Otto Bismarcka; Anton von Werner, 1881)

Po návratu do Uher se odklonil od Kossuthova radikalismu a spojil se s Ferencem Deákem. Od roku 1861 byl znovu poslancem uherského zemského sněmu a v roce 1865 se stal prvním místopředsedou poslanecké sněmovny. Patřil k předním aktérům jednání o rakousko-uherském vyrovnání, které bylo úspěšné po porážce Rakouska ve válce s Pruskem (1866) a v únoru 1867 vzniklo Rakousko-Uhersko. Andrássy se stal prvním ministerským předsedou Uherského království (1867–1871), v roce 1867 byl jmenován také c. k. tajným radou a při příležitosti korunovace Františka Josefa a Alžběty Bavorské obdržel velkokříž Řádu sv. Štěpána. Dosáhl také všeobecné amnestie pro všechny účastníky revoluce z let 1848–1849. Armáda honvédů byla stvrzena statutem královské uherské zeměbrany a v uherské vládě byl Andrássy zároveň ministrem zeměbrany (1867-1871). Nové státoprávní uspořádání habsburské monarchie si vyžádalo řadu změn v zákonodárství a samosprávě, Andrássy se zpočátku reforem aktivně zúčastnil, ale později přenechal tyto záležitosti svým podřízeným a začal se více prosazovat v zahraniční politice.
V listopadu 1871 byl namísto odvolaného Friedricha Beusta jmenován rakousko-uherským ministrem zahraničí, v této funkci byl zároveň ministrem císařského domu (Minister des kaiserlichen und königlichen Hauses und des Äußern) a předsedal také společné rakousko-uherské ministerské radě. Na přelomu let 1871–1872 a znovu v roce 1876 dočasně spravoval také společné rakousko-uherské ministerstvo financí. V zahraniční politice bylo jeho zájmem sbližování s Německým císařstvím a úzce spolupracoval s kancléřem Bismarckem. Vyvrcholením Andrássyho snah byla účast Rakouska-Uherska na berlínském kongresu (1877–1877) a následné obsazení Bosny a Hercegoviny (1878). S Německem byla následně 7. října 1879 uzavřena spojenecká smlouva (Dvojspolek). V téže době Andrássy rezignoval na funkci ministra zahraničí a odešel do soukromí na své statky. Jeho působení ve funkci ministra zahraničí se mimo jiné projevilo posílením maďarského vlivu v rakousko-uherské diplomacii a personální obsazování důležitých postů příslušníky uherské šlechty (Alois Károlyi, Rudolf Apponyi, Emerich Széchényi).
Po odchodu do výslužby žil na svém panství v Trebišově, zemřel v Opatii, pohřben byl v rodovém mauzoleu v Trebišově.

### Ocenění

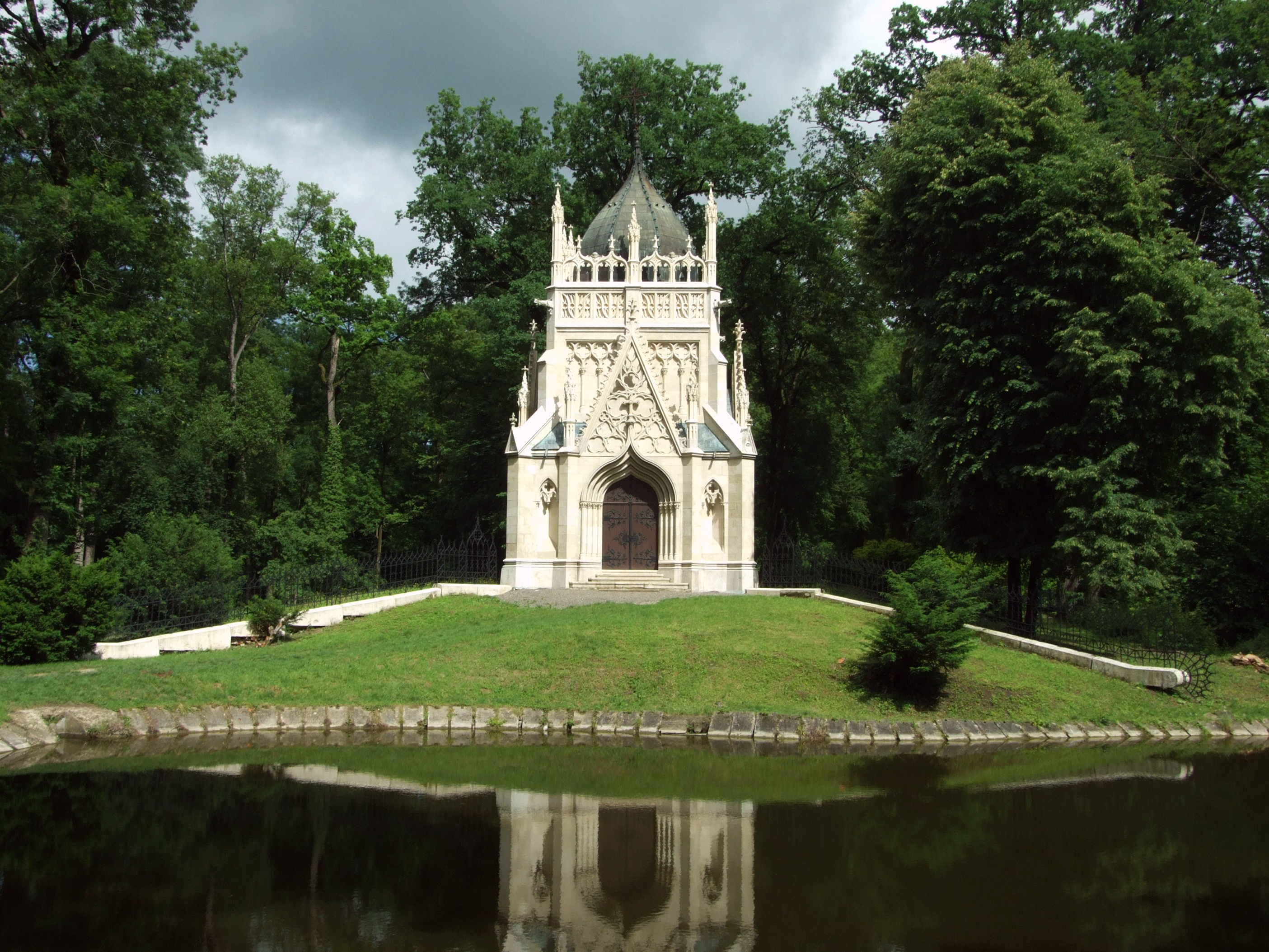
Mauzoleum Andrássyů v Trebišově

Za zásluhy obdržel v roce 1867 velkokříž uherského Řádu sv. Štěpána a v roce 1877 získal Řád zlatého rouna. Jako uherský ministerský předseda a rakousko-uherský ministr zahraničí dostal řadu vyznamenání také v zahraničí. Byl nositelem velkokříže pruského Řádu černé orlice, ruského Řádu sv. Ondřeje, portugalského Řádu věže a meče, osmanského Řádu Medžidie, italského Řádu zvěstování a také francouzské Čestné legie. Byl též čestným rytířem Maltézského řádu a španělským grandem I. třídy. Angažoval se také ve vedení Uherské akademie věd a byl jejím čestným členem. Publikoval řadu článku v maďarštině, němčině a francouzštině, jeho parlamentní projevy byly posmrtně vydány tiskem.
V návaznosti na obnovení uherské zeměbrany dosáhl také vysokých hodností v hierarchii rakousko-uherské armády. Jako ministr zahraničí byl povýšen na generálmajora (1872), při příležitosti konání berlínského kongresu obdržel hodnost polního podmaršála (1878). Nakonec k 1. lednu 1889 získal hodnost generála jezdectva. Po odchodu ze státních úřadů získal také doživotní členství v uherské Sněmovně magnátů.
Mimo jiné se také stal známým svým blízkým vztahem k císařovně Alžbětě Bavorské, přezdívané Sissi, ve filmu Sissi, osudová léta císařovny byl ale jejich poměr značně romanticky přikrášlen
Jeho celoživotní úsilí v Uhersku i jeho práce po rakousko - uherském vyrovnání v RU, na věky zviditelňuje Památník postavený po levé straně maďarského parlamentu, kde gróf Andrássy Gyula starší, sedí v sedle koně. Kůň stojí na dvou nohách. 

## Rodina

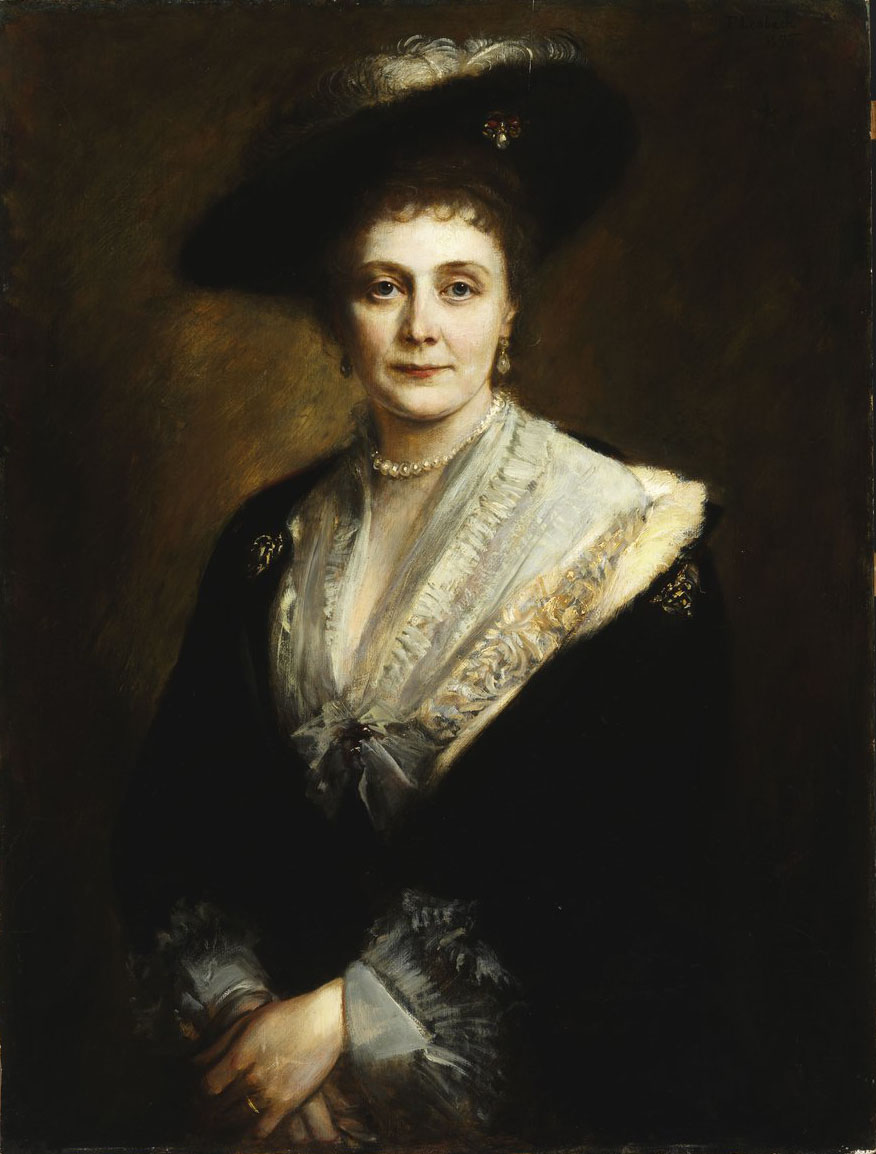
Katinka (Katharina) Andrássyová, rozená Kendeffyová (1875)

Během exilu ve Francii se v roce 1856 v Paříži oženil s hraběnkou Katinkou (Katharina) Kendeffyovou z Malombitz (1830–1896), univerzální dědičkou vymřelé hraběcí linie starobylého sedmihradského rodu Kendeffyů. Katinka se později stala c. k. palácovou dámou. Měli spolu čtyři děti:
- 1. Tivadar (Theodor; 10. 7. 1857 Paříž – 13. 5. 1905 Budapešť), c. k. tajný rada, poslanec uherského zemského sněmu, rytmistr
  - ⚭ (1885) hraběnka Eleonora Zichyová (28. 3. 1867 – 31. 10. 1945)
- 2. Ilona (Helena; 21. 5. 1858, Bruck an der Leitha – 2. 4. 1952 Polgárdi)
  - ⚭ (1882) hrabě Ludvík Štěpán Batthyány (27. 7. 1860 Egyed – 27. 12. 1951 Polgárdi), c. k. tajný rada, komoří, guvernér v Rijece (1892–1896)
- 3. Gyula (Julius; 30. 6. 1860, Trebišov – 11. 6. 1929, Budapešť), c. k. tajný rada, poslanec uherského zemského sněmu, uherský ministr vnitra (1906–1910), rakousko-uherský ministr zahraničí (24. října 1918 – 2. listopadu 1918)
  - ⚭ (1909) Eleonora Zichyová, vdova po starším bratru Theodorovi
- 4. Manó (Emanuel) zemřel pravděpodobně hned po porodu nebo v raném dětství

K významným osobnostem veřejného života v Uhrách patřili i jeho bratři. Starší Manó (Emanuel, 1821–1891) proslul jako cestovatel a dopisovatel Uherské akademie věd, byl též županem Zemplínské župy. Mladší Aladár (1827–1903) se v mládí zúčastnil maďarské revoluce, později byl též zemplínským županem a dědičným členem uherské Sněmovny magnátů.